# Barbery, Oise

Barbery este o comună în departamentul Oise, Franța. În 1 ianuarie 2022 avea o populație de 532 de locuitori.